# Родна кућа Милеве Марић Ајнштајн
Родна кућа Милеве Марић Ајнштајн је грађевина која је саграђена у 19. веку. С обзиром да представља значајну историјску грађевину, проглашена је непокретним културним добром Републике Србије. Налази се у Тителу, под заштитом је Покрајинског завода за заштиту споменика културе Војводине.

## Историја
Споменик културе је саграђен крајем 19. века као приземни објекат са малим подрумом испод дворишног дела и основом у облику слова Г. Подрум је део старе куће, док је улично крило грађено од 1903. до 1907. године. Новији улични део је грађен са наглашеним декоративним елементима. Основне површине фасаде су од фасадне опеке над високим соколом, а прозорски парапети са декоративном малтерском пластиком. Пет богато украшених пиластара дели фасаду на четири поља. Над прозорима су орнаменти у облику шкољке у богатом рељефу. Конзоле и метопе у касетама су украшене мноштвом рељефних детаља. У распореду просторија, начину грађења и елементима украшавања фасаде и ентеријера, споменик културе представља карактеристичан тип кућа грађених у Војводини у другој половини 19. и почетком 20. века. Објекат је значајан због тога што је у њему 1875. године рођена Милева Марић Ајнштајн. У централни регистар је уписана 17. фебруара 2005. под бројем СК 1907, а у регистар Покрајинског завода за заштиту споменика културе Петроварадин истог дана под бројем 128.